# Ellsworth (Maine)
Ellsworth ist eine City im Hancock County des Bundesstaates Maine in den Vereinigten Staaten. Im Jahr 2020 lebten dort 8399 Einwohner in 4584 Haushalten auf einer Fläche von 243,25 km². Ellsworth ist die Shire Town des Hancock Countys.

## Geografie
Nach dem United States Census Bureau hat Ellsworth eine Gesamtfläche von 243,25 km², von denen 205,33 km² Land sind und 31,6 km² aus Gewässern bestehen.

### Geografische Lage
Ellsworth liegt an der Mündung des Union Rivers, dem Ausfluss des Graham Lakes an der Union River Bay am Atlantischen Ozean, im Süden des Hancock Countys. Mehrere größere Seen liegen verteilt über das Gebiet der Town. Im Norden der Green Lake, im Nordosten der Graham Lakes, im Westen der Branch Lake und im Süden der Lower Patten Pond. Die Oberfläche ist eben, höchste Erhebung der 156 m hohe Dollard Hill.

### Nachbargemeinden
Alle Entfernungen sind als Luftlinien zwischen den offiziellen Koordinaten der Orte aus der Volkszählung 2010 angegeben.
- Norden: Otis, 5,8 km
- Nordosten: Mariaville, 12,4 km
- Osten: Hancock, 21,7 km
- Südosten: Lamoine, 18,2 km
- Süden: Trenton, 11,0 km
- Südwesten: Surry, 5,4 km
- Westen: Orland, 21,2 km
- Nordwesten: Dedham, 9,9 km

### Stadtgliederung
In Ellsworth gibt es mehrere Siedlungsgebiete: Bayside (ehemaliges Postamt), Ellsworth, Ellsworth Falls, Joyville, Lakewood, Nicolin (Nicolin Siding), North Ellsworth (Hurds Corner), West Ellsworth, Wilson Corner und Winkumpaugh Corners.

### Klima
Die mittlere Durchschnittstemperatur in Ellsworth liegt zwischen −6,1 °C (21° Fahrenheit) im Januar und 20,6 °C (69° Fahrenheit) im Juli. Damit ist der Ort gegenüber dem langjährigen Mittel der USA um etwa 6 Grad kühler. Die Schneefälle zwischen Oktober und Mai liegen mit bis zu zweieinhalb Metern mehr als doppelt so hoch wie die mittlere Schneehöhe in den USA; die tägliche Sonnenscheindauer liegt am unteren Rand des Wertespektrums der USA.

## Geschichte
Ellsworth wurde am 26. Februar 1800 als Town organisiert. Zuvor war das Gebiet als Plantation Number 7 kartiert. Benannt wurde die Town nach Oliver Ellsworth, einem der Verfasser der Unabhängigkeitserklärung der Vereinigten Staaten und dem dritten Präsidenten des Obersten Gerichtshofs der USA. Das Gebiet der Town vergrößerte sich in den Jahren 1809 und 1852, als es Gebiete von Dedham, Surry und Trenton hinzunahm.
Zur City wurde Ellsworth am 27. Februar 1869.

### Einwohnerentwicklung
| Volkszählungsergebnisse – City of Ellsworth, Maine | Volkszählungsergebnisse – City of Ellsworth, Maine | Volkszählungsergebnisse – City of Ellsworth, Maine | Volkszählungsergebnisse – City of Ellsworth, Maine | Volkszählungsergebnisse – City of Ellsworth, Maine | Volkszählungsergebnisse – City of Ellsworth, Maine | Volkszählungsergebnisse – City of Ellsworth, Maine | Volkszählungsergebnisse – City of Ellsworth, Maine | Volkszählungsergebnisse – City of Ellsworth, Maine | Volkszählungsergebnisse – City of Ellsworth, Maine | Volkszählungsergebnisse – City of Ellsworth, Maine |
| Jahr                                               | 1800                                               | 1810                                               | 1820                                               | 1830                                               | 1840                                               | 1850                                               | 1860                                               | 1870                                               | 1880                                               | 1890                                               |
| -------------------------------------------------- | -------------------------------------------------- | -------------------------------------------------- | -------------------------------------------------- | -------------------------------------------------- | -------------------------------------------------- | -------------------------------------------------- | -------------------------------------------------- | -------------------------------------------------- | -------------------------------------------------- | -------------------------------------------------- |
| Einwohner                                          | 227                                                | 614                                                | 892                                                | 1385                                               | 2263                                               | 4009                                               | 4658                                               | 5257                                               | 5052                                               | 4804                                               |
| Jahr                                               | 1900                                               | 1910                                               | 1920                                               | 1930                                               | 1940                                               | 1950                                               | 1960                                               | 1970                                               | 1980                                               | 1990                                               |
| Einwohner                                          | 4297                                               | 3549                                               | 3058                                               | 3557                                               | 3911                                               | 3936                                               | 4444                                               | 4603                                               | 5179                                               | 5975                                               |
| Jahr                                               | 2000                                               | 2010                                               | 2020                                               | 2030                                               | 2040                                               | 2050                                               | 2060                                               | 2070                                               | 2080                                               | 2090                                               |
| Einwohner                                          | 6456                                               | 7741                                               | 8399                                               |                                                    |                                                    |                                                    |                                                    |                                                    |                                                    |                                                    |

## Kultur und Sehenswürdigkeiten

### Bauwerke
In Ellsworth wurden ein geologischer Aufschluss und eine Reihe von Gebäuden unter Denkmalschutz gestellt und ins National Register of Historic Places aufgenommen:
- Agassiz Bedrock Outcrop, aufgenommen 2003, Register-Nr. 03000014
- Black Mansion, aufgenommen 1969, Register-Nr. 69000026
- Ellsworth City Hall, aufgenommen 1986, Register-Nr. 86000073
- Ellsworth Congregational Church, aufgenommen 1973, Register-Nr. 73000108
- Ellsworth Power House and Dam, aufgenommen 1985, Register-Nr. 85001262
- The Grand, aufgenommen 2012, Register-Nr. 12000452
- Hancock County Jail, aufgenommen 2008, Register-Nr. 07001445
- Col. Charles and Mary Ann Jarvis Homestead, aufgenommen 2004, Register-Nr. 03001403
- Col. Meltiah Jordan House, aufgenommen 1974, Register-Nr. 74000154
- Old Hancock County Buildings, aufgenommen 1977, Register-Nr. 77000161
- Stanwood Homestead, aufgenommen 1973, Register-Nr. 73000110
- Samuel Kidder Whiting House, aufgenommen 1983, Register-Nr. 83000453

## Wirtschaft und Infrastruktur

### Verkehr
Der U.S. Highway 1 führt in westöstlicher Richtung durch Ellsworth. In nordsüdlicher Richtung verläuft der U.S. Highway 1A.
Die Maine Staate Route 3, 179, 180 und 230 verlaufen in nordsüdlicher Richtung.

### Öffentliche Einrichtungen
Es gibt mehrere medizinische Einrichtungen und Krankenhäuser in Ellsworth, die auch den Bewohnern der benachbarten Towns zur Verfügung stehen.
Die Ellsworth Public Library befindet sich in der State Street.

### Bildung
Ellsworth gehört mit Eastbrook zum MSAD 26.
Für die Schulbildung in Ellsworth ist das Ellsworth School Department zuständig. In Ellsworth werden folgende Schulen angeboten:
- Ellsworth Elementary Middle School
- Ellsworth High School

## Persönlichkeiten

### Söhne und Töchter der Stadt
- Bryant Moore (1894–1951), Generalmajor der United States Army
- John A. Peters (1822–1904), Politiker
- John A. Peters (1864–1953), Politiker
- Mary Agnes Tincker (1833–1907), Schriftstellerin
- John Hay Whitney (1904–1982), Unternehmer, Diplomat, Verleger, Kunstmäzen und Kunstsammler

### Persönlichkeiten, die vor Ort gewirkt haben
- Lucilius A. Emery (1840–1920), Anwalt, Politiker und Maine Attorney General
- Eugene Hale (1836–1918), Anwalt und Politiker
- Hannibal Emery Hamlin (1858–1938), Anwalt, Politiker und Maine Attorney General
- Marsden Hartley (1877–1943), Maler der klassischen Moderne